# Koncerti klasične muzike
Koncerti klasične muzike su koncerti na čijem se programu većinski nalaze kompozicije klasične muzike. Klasična muzika je ona koja je nastajala od šesnaestog veka, odnosno perioda renesanse pa sve do danas, čiji su autori bili obrazovani kompozitori, i koja se izvodila u koncertnim dvoranama ili operskim kućama. Koncertima klasične muzike je do 19. veka imala pristup aristokratija i plemstvo u čijim su se domovima i održavali, a muzičari koji su komponovali muziku za ovakva događanja najčešće su i sami bili sponzorisani od strane ovih mecena. U istoriji pak prvi zabeleženi konerti koji su se naplaćivali održali su se 1664. godine u Londonu u kući Džona Benistera, a vremenom su se počeli održavati i u lokalnim tavernama. Koncept koncerata klasične muzike koji imaju karakteristike slične onima kojima možemo prisustvovati danas u ustanovama stvara se početkom 19. veka.

## Koncertne dvorane
Koncertna dvorana definiše se kao građevina odnosno prostorija u kojoj se održavaju koncerti. .Jedna od prvih većih koncertnih dvorana izgrađena je 1781. godine u Lajpcigu pod nazivom Gewandhaus, a zatim su za njom otvarane dvorane u velikim gradovima i prestonicama kulture Evrope i SAD-a. Neki od najpoznatijih orkestara sveta bili su osnivani u ovom periodu kao što su Londonsko filharmonijsko društvo (1813), Berlinska filharmonija (1826), Bečka filharmonija(1842), a dvorane koje su učinile koncerte klasične muzike pristupačnom većem broju ljudi su Conservatorie de Paris Архивирано на веб-сајту  (13. фебруар 2015) (1811) u Parizu, Carnegie Hall (1891) u Njujorku, Royal Albert Hall (1871) u Londonu. Ipak, karte za ovakva dešavanja su bile i dalje izuzetno skupe pa su samo pripadnici najviših ekonomskih slojeva bili u mogućnosti da ih posećuju.

## Koncerti klasične muzike u Srbiji
Devetnaesti vek bio je period u kome su u Srbiji počele da se razvijaju kulturne institucije .

U Srbiji je prvo muzičko društvo osnovano 1853. godine pod nazivom Beogradsko pevačko društvo na čiju je i inicijativu došlo do osnivanja Srpske muzičke škole, najstarije muzičko-pedagoške institucije 1899. godine koja danas nosi naziv Mokranjac. U Beogradu u 19. veku osnovano je i Narodno pozorište u Beogradu (1868), a 20.veku obrazuju se Beogradska filharmonija (1923), Muzička akademija (1937), Narodni orkestar Radio Beograda (1935) i Simfonijski orkestar Radio Beograda (1937). Koncertna dvorana za izvođenje prvenstveno klasične muzike, ali i džez, etno i drugih žanrova u Beogradu osnovana je godine 1932. godine i od tada nosi naziv Zadužbina Ilije M. Kolarca i danas je mesto održavanja velikog broja koncerata.

## Spoljašnje veze
- Conservatoire de Paris Архивирано на веб-сајту  (11. септембар 2013)
- Royal Albert Hall
- Berlinska Filharmonija
- The Harvard Dictionary of Music
- Koncert kao građanska institucija